# Cuori in fiamme
Cuori in fiamme (Der moderne Casanova) è un film del 1928 diretto da Max Obal con la supervisione di Rudolf Walther-Fein.

## Produzione
Il film fu prodotto dall'Aafa-Film AG (Berlin).

## Distribuzione
Distribuito dall'Aafa-Film AG, uscì nelle sale cinematografiche tedesche il 16 novembre 1928.